# اسامه متحزم
اسامه متحزم (انگلیسی: Oussama Methazem؛ زادهٔ ۱۶ دسامبر ۱۹۹۳) بازیکن فوتبال اهل الجزایر است.